# Jon Hustad
Jon Ottar Hustad, född 25 mars 1968 i Ørsta i Møre og Romsdal, död 12 oktober 2023 i Oslo, var en norsk journalist och fackboksförfattare.
År 2016 tilldelades han Kulturdepartementet sin nynorskpris for journalistar.